# Tokuma Suzuki
Tokuma Suzuki (鈴木 徳真 Suzuki Tokuma?), född 12 mars 1997 i Tochigi prefektur, är en japansk fotbollsspelare.
Suzuki började sin karriär 2019 i Tokushima Vortis.